# Coupe des clubs champions arabes de football 1984
Navigation
Bagdad 1982 Bagdad 1985
La Coupe arabe des clubs champions 1984 est la deuxième édition de la Coupe arabe des clubs champions de football. Organisée à Dammam en Arabie saoudite, elle regroupe au sein d'une poule unique les champions des pays arabes. Les clubs rencontrent une seule fois leurs adversaires.
C'est le club saoudien d'Ettifaq FC qui remporte cette édition, après avoir terminé en tête de la poule, devançant les Marocains du KAC Kenitra et Riffa Club du Bahrein. C'est le deuxième titre international de l'histoire du club après le succès en Coupe du golfe des clubs champions la saison précédente.

## Équipes participantes
Seules quatre équipes prennent part au tournoi, dont un seul champion local et trois invitées d'honneur :
- Ettifaq FC - Champion d'Arabie Saoudite 1983
- Ansar FC  - Représentant du Liban[1]
- Riffa SC  - Champion de Bahrein 1982
- Kénitra AC  - Champion du Maroc 1982

## Compétition
| Rang | Équipe      | Pts | J | G | N | P | Bp | Bc | Diff |  | Résultats (▼ dom., ► ext.) |  |     |     |     |
| ---- | ----------- | --- | - | - | - | - | -- | -- | ---- |  | -------------------------- |  | --- | --- | --- |
| 1    | Ettifaq FC  | 5   | 3 | 2 | 1 | 0 | 3  | 1  | +2   |  | Ettifaq FC                 |  | 1-0 | 1-1 | 1-0 |
| 2    | KAC Kénitra | 4   | 3 | 2 | 0 | 1 | 4  | 2  | +2   |  | KAC Kénitra                |  |     | 2-0 | 2-1 |
| 3    | Riffa Club  | 2   | 3 | 0 | 2 | 1 | 3  | 5  | -2   |  | Riffa Club                 |  |     |     | 2-2 |
| 4    | Al Ansar    | 1   | 3 | 0 | 1 | 2 | 3  | 5  | -2   |  | Al Ansar                   |  |     |     |     |